# 11712 Kemcook
11712 Kemcook eller 1998 HB51 är en asteroid i huvudbältet som upptäcktes den 25 april 1998 av LONEOS vid Anderson Mesa Station. Den är uppkallad efter Kem H. Cook.
Asteroiden har en diameter på ungefär 5 kilometer.